# Trichosteleum flexuosa-hamatum
Trichosteleum flexuosa-hamatum är en bladmossart som beskrevs av Hugh Neville Dixon 1935. Trichosteleum flexuosa-hamatum ingår i släktet Trichosteleum och familjen Sematophyllaceae. Inga underarter finns listade i Catalogue of Life.